# Thomas Powys (cónego)
Thomas Powys (1747–1809) foi um clérigo anglicano do final do século XVIII.
Ele era filho de Philip Powys, de Hardwick House, Oxfordshire. Ele matriculou-se no St John's College, Oxford em 1753; formou-se BA em 1757 e MA em 1760. Ele foi reitor de Fawley, Buckinghamshire, e de Silchester, Hampshire. Em 1769 ele foi nomeado prebendário de Hereford e, em 1779, foi promovido a reitor de Bristol. Em 1795 ele recebeu o grau de BD e DD, e no ano seguinte foi nomeado cónego de Windsor, cargo pelo qual renunciou como deão de Canterbury em 1797. Ele morreu em Canterbury em 7 de outubro de 1809 e foi enterrado na Capela da Senhora da Catedral no mesmo dia, de acordo com o Registro da Catedral.